# James Gadsden
Pour les articles homonymes, voir Gadsden.
James Gadsden (15 mai 1788 - 25 décembre 1858) était un officier de l'US Army puis commissaire du gouvernement des États-Unis.
Il est né en 1788 à Charleston en Caroline du Sud, petit-fils d'un révolutionnaire américain, Christopher Gadsden. Il obtient une licence de l'Université Yale en 1806.
Pendant la guerre de 1812, Gadsden sert sous les ordres du général Andrew Jackson et est responsable de la construction du fort Gadsden en Floride. Entre le 13 août 1821 et le 22 mars 1822, il est adjudant-général de l'US Army.

Après sa carrière militaire en tant qu'officier, James est nommé commissaire du gouvernement, chargé de la déportation des indiens Séminoles vers les réserves qui leur ont été attribuées. Il est président de la South Carolina Railroad Company de 1840 à 1850 et initiateur de la construction d'une ligne transcontinentale par le sud.
 
Le 30 décembre 1853, il est nommé par le gouvernement des États-Unis pour négocier avec le Mexique le traité Gadsden qui aboutira à l'achat de 76 800 km2 de territoires mexicains formant aujourd'hui la portion sud de l'Arizona et du Nouveau-Mexique et connu sous le nom de achat Gadsden.
Il donna également son nom à la ville de Gadsden en Alabama.